# 矢倉駅
矢倉駅（やぐらえき）は、群馬県吾妻郡東吾妻町大字矢倉にある、東日本旅客鉄道（JR東日本）吾妻線の駅である。

## 歴史
- 1959年（昭和34年）11月10日：国鉄の駅として開設[1][2]。
- 1987年（昭和62年）4月1日：国鉄分割民営化に伴い、JR東日本の駅となる[2]。
- 2014年（平成26年）10月1日：東京近郊区間に編入される[3]。

## 駅構造
単式ホーム1面1線を有する地上駅である。ホーム上に待合室とトイレが設置されているが、駅舎は無い。
中之条駅管理の無人駅。

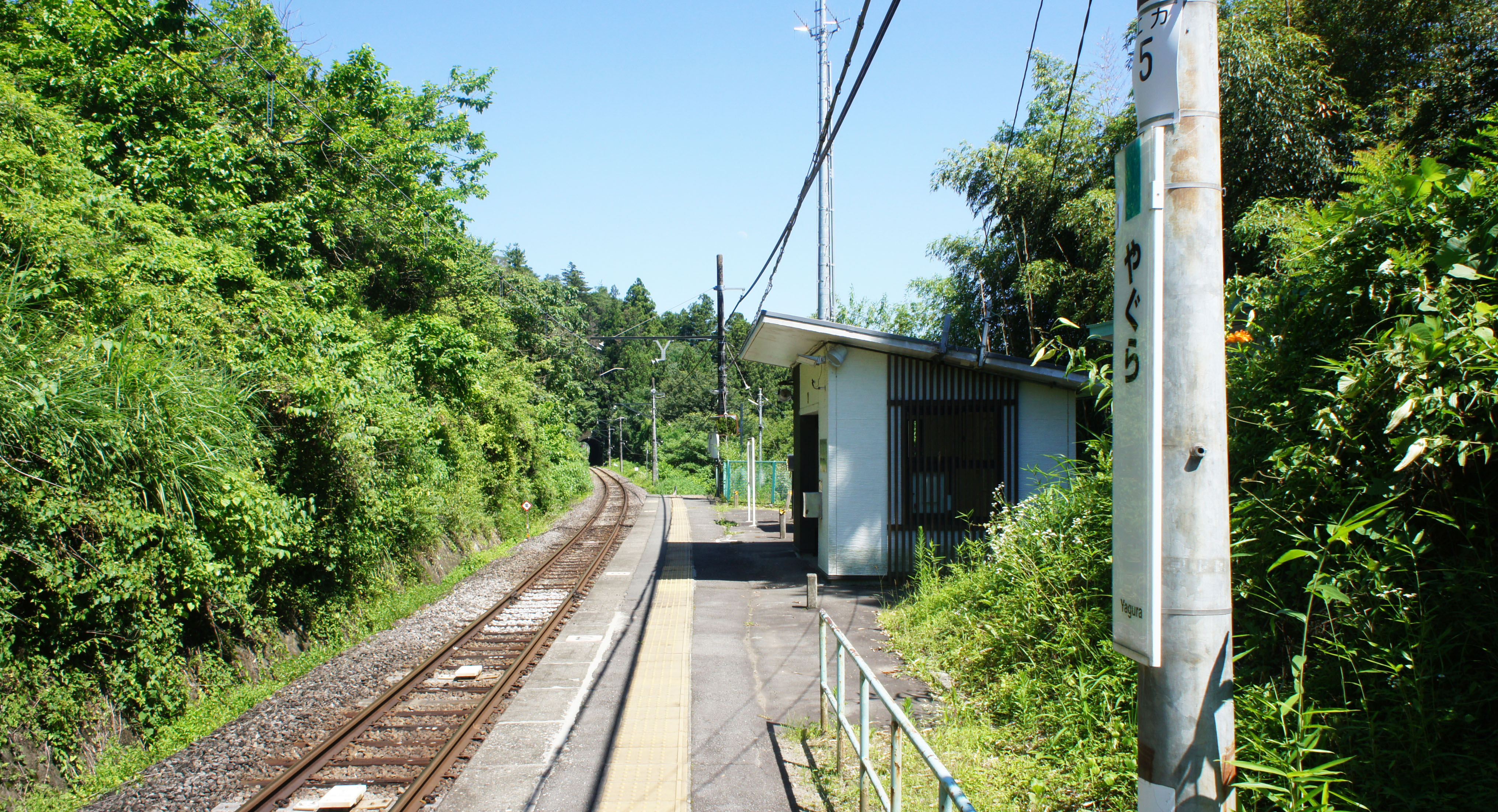
ホーム（2021年7月）
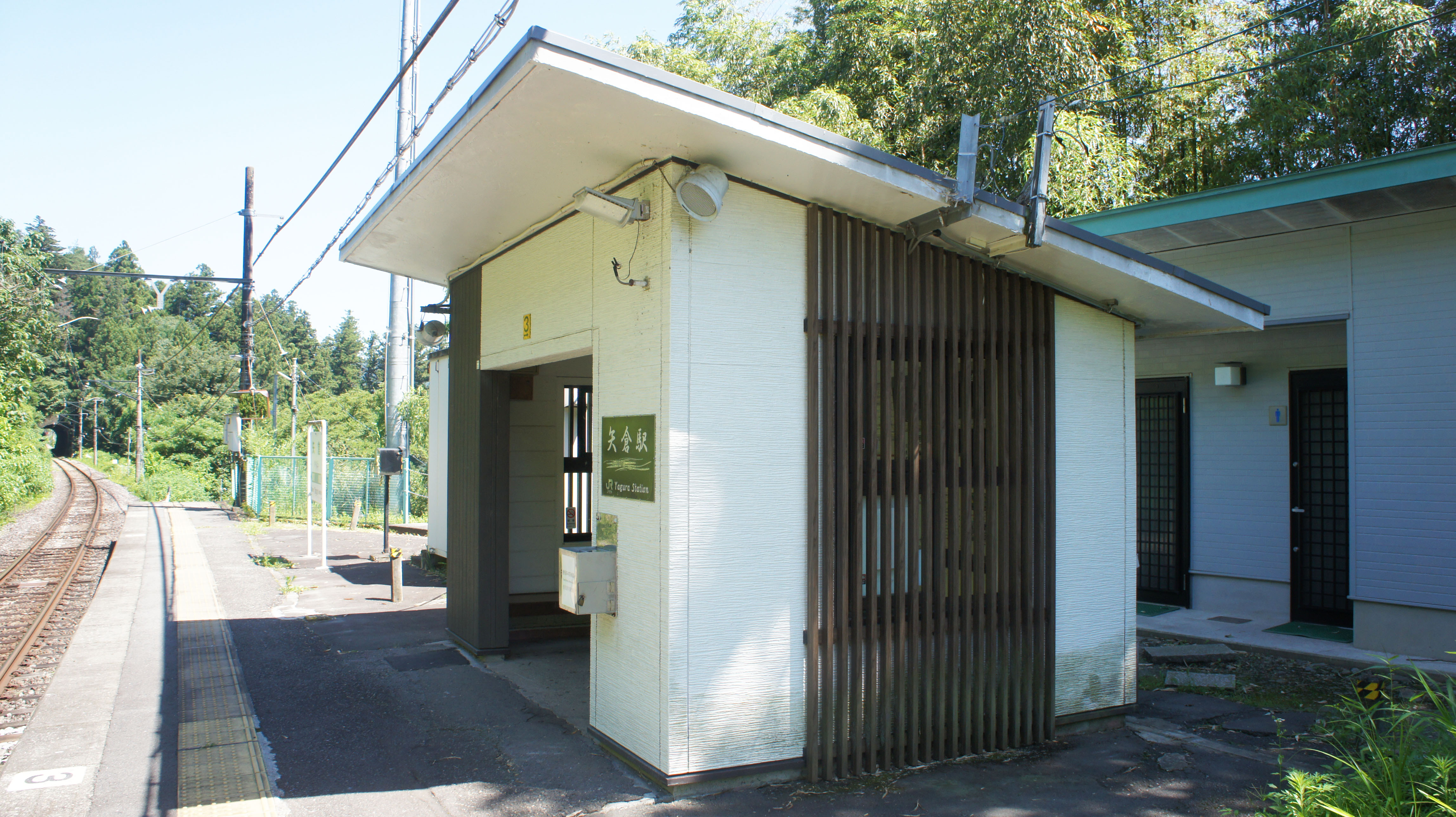
待合室（2021年7月）

## 利用状況
群馬県統計年鑑によると、1日平均乗車人員は以下の通り。
| 年度   | 1日平均 乗車人員 |
| ------ | ---------------- |
| 2002年 | 58               |
| 2003年 | 62               |
| 2004年 | 56               |
| 2005年 | 53               |
| 2006年 | 50               |
| 2007年 | 49               |
| 2008年 | 50               |
| 2009年 | 46               |
| 2010年 | 43               |
| 2011年 | 42               |

## 駅周辺
- 唐堀のモクゲンジ（県天然記念物）[1]
- 岩下郵便局
- 東吾妻町立岩島中学校（閉校）
- 関越交通「矢倉駅前」停留所

## 隣の駅
東日本旅客鉄道（JR東日本）
■吾妻線
郷原駅 - 矢倉駅 - 岩島駅